# Polos de objetos astronómicos
Los polos de objetos astronómicos son los dos puntos de la superficie de un objeto astronómico en los que la superficie de dicho cuerpo es atravesada por su eje de rotación.
La Unión Astronómica Internacional mantiene un grupo de trabajo cuyo propósito es el establecimiento de un sistema de referencia geográfico de los objetos astronómicos y relacionarlo con sus elementos rotacionales con el fin de servir de apoyo al cartografiado de dichos objetos, definiendo la dirección de los polos y el movimiento rotacional de los cuerpos del sistema solar. Estas definiciones, que se van actualizando cada tres años, son meras recomendaciones y la IAU no tiene capacidad para imponer estas definiciones a la comunidad científica.

## Definición de polos geográficos

### Planetas y satélites
Se define como polo norte de planetas o satélites aquel que se encuentra por encima o en el lado norte, definido como el que está en el mismo lado que el hemisferio norte de la Tierra, del Plano invariable del Sistema Solar. De esta manera el sentido de rotación de dichos objetos puede ser directo o retrógrado.

### Cuerpos menores
Existen cuerpos, por ejemplo el asteroide (4179) Tutatis, en los que sus ejes de rotación sufren fuertes nutaciones haciendo que dichos ejes crucen el plano invariable del sistema solar en plazos de tiempo relativamente cortos, y por tanto la definición anterior sería confusa y cambiante en el tiempo. Para evitar confusiones con la terminología "norte-sur", se denominan polos "positivo" y "negativo". El polo positivo es aquel que sigue la regla de la mano derecha: el pulgar apuntará al polo positivo cuando los demás dedos apunten a la dirección del movimiento de rotación del objeto. De esta manera, el movimiento de rotación de estos cuerpos es siempre directa.
Esta definición se aplica a planetas enanos y sus satélites, asteroides y cometas. 